# Куза Вода (Станкуца)
Куза Вода (рум. Cuza Vodă) насеље је у Румунији у округу Браила у општини Станкуца. Oпштина се налази на надморској висини од 18 m.

## Становништво
Према подацима из 2002. године у насељу је живело 1594 становника, од којих су сви румунске националности.